# Stiven Mendoza
John Stiven Mendoza Valencia (Palmira, 27 juni 1992) is een Colombiaans voetballer die doorgaans als aanvaller speelt. Hij verruilde Corinthians in januari 2018 voor Amiens SC.

## Carrière

### Clubcarrière
In augustus 2014 liep Mendoza stage bij VfB Stuttgart.
Op 1 oktober werd bekend dat hij deel zou nemen aan het eerste seizoen van de Indian Super League toen hij een contract tekende bij Chennaiyin FC. In de wedstrijd tegen Mumbai City FC maakte hij twee doelpunten.

### Interlandcarrière
Mendoza nam met Colombia onder 17 deel aan het wereldkampioenschap voetbal onder 17 in 2009. Hij speelde mee in alle zes wedstrijden en bereikte met het team uiteindelijk de vierde plaats. Op de Copa America onder 20 van 2011 speelde hij vijf wedstrijden en eindigde met Colombia onder 20 op de zesde plaats.

## Erelijst
Met América de Cali
| Competitie          | Winnaar | Winnaar | Runner-up | Runner-up |
| Competitie          | Aantal  | Jaren   | Aantal    | Jaren     |
| ------------------- | ------- | ------- | --------- | --------- |
| Nationaal           |         |         |           |           |
| Categoría Primera B |         |         | 1x        | 2012      |

Met Deportivo Cali
| Competitie                      | Winnaar | Winnaar | Runner-up | Runner-up |
| Competitie                      | Aantal  | Jaren   | Aantal    | Jaren     |
| ------------------------------- | ------- | ------- | --------- | --------- |
| Nationaal                       |         |         |           |           |
| Superliga Colombiana (supercup) | 1x      | 2014    |           |           |